# Campiglossa punctata
Campiglossa punctata är en tvåvingeart som först beskrevs av Tokuichi Shiraki 1933.  Campiglossa punctata ingår i släktet Campiglossa och familjen borrflugor.
Artens utbredningsområde är Taiwan. Inga underarter finns listade.